# Diócesis de Huari
La diócesis de Huari (en latín: Dioecesis Huariensis) es una circunscripción eclesiástica de la Iglesia católica en Perú. Se trata de una diócesis latina, sufragánea de la arquidiócesis de Trujillo. Desde el 11 de junio de 2021 es sede vacante y su administrador apostólico es el obispo Giorgio Barbetta Manzochi.

## Territorio y organización

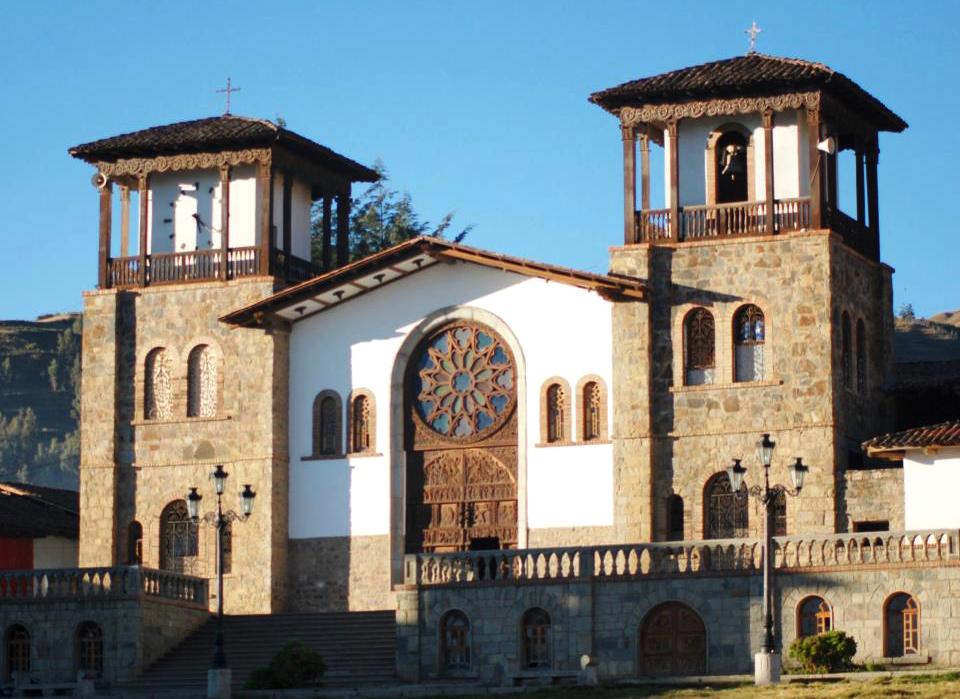
Santuario de Mama Ashu

La diócesis tiene 25 000 km² y extiende su jurisdicción sobre los fieles católicos de rito latino residentes en 9 provincias del departamento de Áncash: Antonio Raymondi, Asunción, Carlos Fermín Fitzcarrald, Corongo, Huari, Mariscal Luzuriaga, Pallasca, Pomabamba y Sihuas; y 2 provincias del departamento de Huánuco: Huacaybamba y Marañón.
La sede de la diócesis se encuentra en la ciudad de Huari, en donde se halla la Catedral de Nuestra Señora del Carmen y Santo Domingo.
En 2025 en la diócesis existían 21 parroquias:
- San Cristobal  de Uco.
- San Andrés  de Llamellín.
- San Antonio de Parobamba y San Juan Bautista de Pomabamba, en la provincia de Pomabamba.
- San Bartolomé  de Rahuapampa, San Cristóbal  de Uco, Santo Domingo de Huari, San Marcos de San Marcos y San Pedro de Chavín, en la provincia de Huari.
- San Juan Bautista  de Pallasca, Santo Domingo  de Tauca, San Lorenzo de Conchucos,  Santiago Apóstol de Cabana, en la provincia de Pallasca.
- San Martín Papa de Chacas.
- San Pedro de Corongo.
- San Pedro de Huacaybamba.
- San Pedro y San Pablo de Piscobamba.
- Virgen de las Mercedes de San Luis.
- Virgen de las Nieves de Sihuas.
- Santo Domingo de Huacrachuco.[1]

Viceparroquias
- San Gerónimo de Huacachi (Parroquia de Uco)
- San Gregorio de Huántar
- Nuestra Señora de las Mercedes de Chingas.[1]

## Historia
La prelatura territorial de Huari fue erigida el 15 de mayo de 1958 con la bula Qui Regnum Dei del papa Pío XII, derivando el territorio de las diócesis de Huánuco y Huaraz.
Originalmente sufragánea de la arquidiócesis de Lima, el 30 de junio de 1966 pasó a formar parte de la provincia eclesiástica de Trujillo en virtud de la bula Apostolicum officii del papa Pablo VI.
El 2 de abril de 2008 la prelatura territorial fue elevada a diócesis con la bula Solet Apostolica del papa Benedicto XVI.

## Estadísticas
Según el Anuario Pontificio 2022 la diócesis tenía a fines de 2021 un total de 360 630 fieles bautizados.
| Año                                                                             | Población            | Población | Población      | Sacerdotes | Sacerdotes    | Sacerdotes    | Bautizados por sacerdote | Diáconos permanentes | Religiosos | Religiosos | Parroquias |
| Año                                                                             | Bautizados católicos | Total     | % de católicos | Total      | Clero secular | Clero regular | Bautizados por sacerdote | Diáconos permanentes | Varones    | Mujeres    | Parroquias |
| ------------------------------------------------------------------------------- | -------------------- | --------- | -------------- | ---------- | ------------- | ------------- | ------------------------ | -------------------- | ---------- | ---------- | ---------- |
| 1966                                                                            | 330 000              | 332 000}  | 99.4           | 17         | 8             | 9             | 19 411                   |                      |            | 3          | 20         |
| 1968                                                                            | 290 000              | 300 000   | 96.7           | 18         | 7             | 11            | 16 111                   |                      | 11         |            | 16         |
| 1976                                                                            | 277 000              | 300 000   | 92.3           | 10         | 6             | 4             | 27 700                   |                      | 4          | 11         | 19         |
| 1980                                                                            | 339 000              | 370 000   | 91.6           | 23         | 17            | 6             | 14 739                   | 1                    | 6          | 14         | 20         |
| 1990                                                                            | 458 000              | 470 000   | 97.4           | 19         | 13            | 6             | 24 105                   | 1                    | 6          | 23         | 21         |
| 1999                                                                            | 288 000              | 324 000   | 88.9           | 26         | 20            | 6             | 11 076                   |                      | 6          | 25         | 19         |
| 2000                                                                            | 288 000              | 298 524   | 96.5           | 30         | 24            | 6             | 9600                     |                      | 6          | 25         | 19         |
| 2001                                                                            | 290 000              | 300 000   | 96.7           | 39         | 33            | 6             | 7435                     |                      | 6          | 25         | 19         |
| 2002                                                                            | 294 000              | 300 000   | 98.0           | 41         | 35            | 6             | 7170                     |                      | 6          | 24         | 20         |
| 2003                                                                            | 294 000              | 303 800   | 96.8           | 39         | 33            | 6             | 7538                     |                      | 6          | 26         | 20         |
| 2004                                                                            | 296 500              | 306 000   | 96.9           | 46         | 40            | 6             | 6445                     |                      | 6          | 31         | 20         |
| 2008                                                                            | 307 000              | 319 700   | 96.0           | 43         | 37            | 6             | 7139                     |                      | 6          | 36         | 20         |
| 2013                                                                            | 329 000              | 342 000   | 96.2           | 39         | 35            | 4             | 8435                     |                      | 4          | 24         | 21         |
| 2016                                                                            | 341 000              | 354 000   | 96.3           | 38         | 34            | 4             | 8973                     |                      | 4          | 28         | 21         |
| 2019                                                                            | 352 000              | 365 450   | 96.3           | 39         | 36            | 3             | 9025                     |                      | 3          | 28         | 21         |
| 2021                                                                            | 360 630              | 374 400   | 96.3           | 37         | 32            | 5             | 9746                     |                      | 5          | 27         | 21         |
| Fuente: Catholic-Hierarchy, que a su vez toma los datos del Anuario Pontificio. |                      |           |                |            |               |               |                          |                      |            |            |            |

## Episcopologio
- Marco Libardoni, O.S.I. † (15 de mayo de 1958-25 de octubre de 1966 falleció)
- Dante Frasnelli Tarter, O.S.I. † (3 de agosto de 1967-13 de junio de 2001 retirado)
- Antonio Santarsiero Rosa, O.S.I. (13 de junio de 2001-4 de febrero de 2004 nombrado obispo de Huacho)
- Ivo Baldi Gaburri † (4 de febrero de 2004-11 de junio de 2021 falleció)
  - Sede vacante (desde 2021)
  - Giorgio Barbetta Manzochi, desde el 14 de junio de 2021 (administrador apostólico)